# Augustin Juretić
Augustin Juretić (Jelenje, 1890. – Frieburg, Švicarska, 1954.), hrvatski katolički svećenik, novinar i političar.

## Životopis
Rodio se u Jelenju. Studirao je filozofiju i teologiju (1909. – 1914.) u Senju, a potom u inozemstvu. Međuratni sudionik na brojnim područjima vjerskog i političkog života. Pisao za novine i časopise (Hrvatska prosvjeta i dr.) i bio urednik novina i časopisa. Poslije rata djelovao u inozemstvu, zbog čega za vrijeme komunizma nije se o Juretiću smjelo pisati. Iza Juretića ostao bogat arhiv. Umro je u Frieburgu u Švicarskoj. Dio Juretićeva arhiva čuva se u Hrvatskom zavodu sv. Jeronima u Rimu.